# Waldfenster
Waldfenster ist ein Gemeindeteil des Marktes Burkardroth im unterfränkischen Landkreis Bad Kissingen in Bayern. Mit der Gebietsreform in Bayern  verlor Waldfenster im Jahr 1972 seine Unabhängigkeit.

## Geographische Lage
Das Pfarrdorf Waldfenster liegt westlich von Burkardroth. Die durch den Ort verlaufende Bundesstraße 286 führt in nordwestlicher Richtung nach Platz, einem Ortsteil von Geroda, und in südöstlicher Richtung, die Staatsstraße 2290 kreuzend, über den Bad Kissinger Stadtteil Poppenroth nach Bad Kissingen.

## Geschichte
Die Namensbedeutung lässt sich nicht genau festsetzen, jedoch gibt es mehrere mögliche Erklärungen:
- Der Name kommt vom Wort Venn gleich Sumpf also ursprünglich Waldvenn
- „Das Dorf mit seiner Gemarkung ist eine kreisrunde Lichtung inmitten endloser Wälder. Es verdient seinen Namen mit Fug und Recht“[3]
- Der Name könnte auch seinen Ursprung in der Person Waltemann haben, da ein Ritter Waltmann in Frauenroth begraben ist und in späteren Aufzeichnungen findet sich der Name Waldmannslohe. Da Lohe Wald bedeutet, dürfte es also als Waldmanns Wald zu deuten sein, denn Waldfenster ist ringsum von Wald umgeben.

Der älteste Nachweis menschlicher Kulturarbeit ist eine Bootsaxt aus der Zeit um 1800 v. Chr., jedoch ist die genaue Gründungszeit unbekannt, doch wahrscheinlich zählt der Ort aufgrund diverser Quellen in der näheren Umgebung zu den ältesten Siedlungen im Salzforst. Der Besitz des Ortes änderte sich im Laufe der Zeit so oft wie auch sein Name. Die historischen Nachweise:

### Mittelalter
Eine Aufzeichnung des Klosters Aura aus dem Jahre 1167 führt an:

„Abt Conradus tauschte im Jahre 1167 das Gut Waldemannesroth mit dem Walde und allen Zugehörigen von drei Brüdern ein. Und zwar einen Teil von Warmund von Fuchsstadt, welchem er dagegen 5 Talente und 2 Mausen gab. Die beiden anderen Teile des Gutes ertauschte er von dessen Brüdern, Dietherich von Heustreu und Hartung von Nüteligen, denen er die Güter, welche das Kloster zu Nütelingen besaß abtrat.“

Dass es sich bei diesem Tausch um Waldfenster handeln kann, geht aus späteren Aufzeichnungen des Klosters Aura hervor.

### Waldfenster zu Beginn der Neuzeit
1564 fand sich im Kloster Aura folgende Aufzeichnung: „Das Dorf Waldfenster gehört mit Zinsen, Gülten, Frohndienst samt dem Wald und allen Gerechtigkeiten zu den Besitzungen des Klosters Aura“. Der halbe Teil dieses Besitztums gehörte, laut einer Aufzeichnung vom 15. Juli 1564, denen von Hutten und denen von Steinau genannt Steinrück und wurde etliche Jahre vorher an diese durch den Abt übergeben, mit der Verpflichtung, das Kloster im Besitz der anderen Hälfte zu schützen. Kunz von Steinau maßte sich die Herrschaft über das Dorf an und erlaubte dem Kloster, so viel Holz zu schlagen „wie es Notdürftig benötigt, als halben Teil der Zinsen, Gülten und Lehnschaft“.
Abt Leonard verkaufte dieses Recht für 120 Gulden unter der Bedingung, dass wenn der Betrag bis Petri cathedra 1565 nicht von Kunz von Steinau oder dessen Erben gezahlt sei, der Abt die Zinsen, Gülten, Lehnschaften und Wald nutzen darf, bis die gesamte Summe gezahlt ist.

### Waldfenster nach 1945
Am 1. Januar 1972 wurde Waldfenster in den Markt Burkardroth eingegliedert. Ursprüngliche Pläne einer Eingemeindung Waldfensters nach Bad Kissingen scheiterten an der räumlichen Entfernung zwischen beiden Orten.

## Bauwerke

### Pfarrkirche Mariä Himmelfahrt / St. Pius-Kirche
Die Pfarrkirche Mariä Himmelfahrt entstand im Jahr 1804 und ersetzte einen steinernen Vorgängerbau am gleichen Standort. In den 1960er Jahren entstand die St.-Pius-Kirche als Anbau der alten Kirche. Diese wurde nach den Vorgaben des Zweiten Vatikanischen Konzils gestaltet, musste aber im Jahr 2018 wegen Baufälligkeit abgerissen werden. Sie wurde dann durch einen Erweiterungsneubau der alten Kirche Mariä Himmelfahrt ersetzt. Die barocke Kirche wurde dabei in ihrer ursprünglichen Gestalt saniert. Im Vordergrund stand der sorgsame Umgang mit der Bausubstanz des historischen Bestandsgebäudes. Das Hauptschiff aus Altar- und Chorraum und das Querschiff bilden nun ein harmonisches Ganzes aus alt und neu, das sowohl dem Ort und seiner Bestimmung als auch den heutigen Ansprüchen an eine zeitgemäße Kirche gerecht wird. Die historischen Einbauten wie der Hochaltar, die Seitenaltäre oder auch die Kanzel wurden fachgerecht saniert und in den neuen Kirchenraum integriert. Am 12. September 2021 wurde gemeinsam mit Bischof Franz Jung Altarweihe gefeiert.

### Wendelinuskapelle
Die Wendelinuskapelle wurde im Jahr 1965 am Standort der alten Kreuzwegkapelle errichtet. Sie enthält unter anderem auch Teile der Ausstattung der Vorgängerkapelle. Um die Wendelinuskapelle herum befinden sich ein Kreuzweg und eine Darstellung der fünf Wunden Christi.

## Bürgermeister
| Name                 | Amtsbezeichnung                           | Amtszeit  |
| -------------------- | ----------------------------------------- | --------- |
| Hans Fell            | Schultheiß                                | 1736–1762 |
| Michael Schlereth    | Schultheiß                                | 1762–1782 |
| Michael Wehner       | Schultheiß                                | 1782–1793 |
| Lorenz Schlereth     | Schultheiß                                | 1793–1801 |
| Jörg Herold          | Schultheiß                                | 1804–1818 |
| Bastian Wehner       | Ortsvorstand                              | 1818–1819 |
| Kaspar Pfülb         | Ortsvorstand                              | 1819–1827 |
| Johann Schlereth     | Vorsteher                                 | 1827–1831 |
| Michael Schlereth    | Vorsteher                                 | 1831–1839 |
| Michael Straub       | Vorsteher                                 | 1839–1856 |
| L. Albert            | Vorsteher                                 | 1856–1872 |
| Johannes Pfülb       | Bürgermeister                             | 1872–1875 |
| Müller               | Bürgermeister                             | 1875–1881 |
| Amrhein              | Bürgermeister                             | 1882–1893 |
| Burkard Schlereth    | Bürgermeister                             | 1894–1916 |
| Kleinhenz            | Beigeordneter                             | 1916–1917 |
| Theodor Kleinhenz    | 1. Bürgermeister                          | 1918–1924 |
| Siegfried Schlereth  | 1. Bürgermeister                          | 1925–1944 |
| Markus Wehner        | 1. Bürgermeister                          | 1945–1950 |
| Siegfried Schlereth  | 1. Bürgermeister                          | 1950–1956 |
| Eugen Voll           | 1. Bürgermeister                          | 1956–1966 |
| Ehrenfried Schlereth | 1. Bürgermeister                          | 1966–1971 |
| Ludwig Moritz        | 1. Bürgermeister (nach der Gebietsreform) | 1972–1978 |
| Rudolf Rost          | 1. Bürgermeister (nach der Gebietsreform) | 1978–1990 |
| Emil Müller          | 1. Bürgermeister (nach der Gebietsreform) | 1990–2008 |
| Waldemar Bug         | 1. Bürgermeister (nach der Gebietsreform) | 2008–2020 |
| Daniel Wehner        | 1. Bürgermeister (nach der Gebietsreform) | seit 2020 |

## Persönlichkeiten
- Martin von Dittelberger (1871–1945), Offizier
- Eugen Albert (geb. 1947), Bürgermeister von Münnerstadt  (1996–2008)